# 2022年3月上海市2019冠状病毒病聚集性疫情检测与封控安排
2022年3月上海市2019冠状病毒病聚集性疫情检测与封控安排，旨在介绍2022年3月上海市2019冠状病毒病聚集性疫情期间的相关检测与封控安排。
为应对疫情，上海当局采取了大规模的核酸檢測和封控措施。居民被要求进行高频率的核酸检测和抗原检测。除各类检测之外，居民还被要求呆在家中，不能出家门到楼道、地下车库、露天区域等小区户外空间活动。

## 风险等级调整情况
3月1日，在通报1例本土确诊病例后，上海将病例活动地普陀区石泉路街道宁强路33号列为中风险地区。而随着病例数的大幅增加，上海在3月底进入大规模封控状态后，暂停实施疫情风险地区的划分。鉴于5月底上海疫情防控逐步趋于常态化，上海也恢复疫情风险地区的划分。5月28日，上海市卫生健康委副主任赵丹丹表示，中风险地区以居民小区、自然村、单位等作为最小划定范围，可适当扩大至毗邻风险区域。区域内14天内累计报告不超过10例阳性感染者，或者发生1起聚集性疫情，该区域划定为疫情中风险地区。区域内报告最后一例阳性感染者后，如连续14天无新增阳性感染者，该区域降为疫情低风险地区。
| 区       | 街道（及范围）                                                                         | 调整日期                                      |
| -------- | -------------------------------------------------------------------------------------- | --------------------------------------------- |
| 普陀区   | 石泉路街道宁强路33号石泉社区文化活动中心                                               | 低风险→中风险：3月1日 中风险→低风险：3月15日  |
| 普陀区   | 真如镇街道桃浦路1028弄                                                                 | 低风险→中风险：6月17日 中风险→低风险：6月30日 |
| 松江区   | 九里亭街道永辉超市沪亭北路店                                                           | 低风险→中风险：3月3日 中风险→低风险：3月17日  |
| 松江区   | 方松街道滨湖路585弄                                                                    | 低风险→中风险：5月28日 中风险→低风险：6月12日 |
| 松江区   | 中山街道辰花路387号西侧C08-04号地块项目生活区                                          | 低风险→中风险：6月14日 中风险→低风险：6月28日 |
| 嘉定区   | 马陆镇宝安公路3705弄1号马陆包装城                                                      | 低风险→中风险：3月4日 中风险→低风险：3月18日  |
| 嘉定区   | 嘉定工业区娄塘路760弄                                                                  | 低风险→中风险：3月14日 中风险→低风险：3月28日 |
| 嘉定区   | 马陆镇康年路261号工地宿舍                                                              | 低风险→中风险：3月20日 中风险→低风险：5月21日 |
| 嘉定区   | 江桥镇增建村柴中村民组                                                                 | 低风险→中风险：3月23日 中风险→低风险：5月21日 |
| 嘉定区   | 菊园新区永靖路898弄（北区）                                                            | 低风险→中风险：5月25日 中风险→低风险：6月8日  |
| 徐汇区   | 徐家汇街道漕溪北路1200号（华亭宾馆）                                                   | 低风险→中风险：3月6日 中风险→低风险：3月20日  |
| 徐汇区   | 湖南路街道新乐路58弄                                                                   | 低风险→中风险：6月3日 中风险→低风险：6月25日  |
| 徐汇区   | 天平路街道永嘉路172弄住宅小区（含永嘉路172弄、170号、166弄1-3号）                      | 低风险→中风险：6月6日 中风险→低风险：6月20日  |
| 徐汇区   | 田林街道田林十一村（多层住宅区）                                                       | 低风险→中风险：6月6日 中风险→低风险：6月20日  |
| 徐汇区   | 湖南路街道淮海中路1352号-1372号                                                        | 低风险→中风险：6月9日 中风险→低风险：6月23日  |
| 徐汇区   | 湖南路街道长乐路335号—339弄                                                            | 低风险→中风险：6月11日 中风险→低风险：6月29日 |
| 徐汇区   | 凌云路街道梅陇三村                                                                     | 低风险→中风险：6月12日 中风险→低风险：6月26日 |
| 徐汇区   | 凌云路街道梅陇四村                                                                     | 低风险→中风险：6月12日 中风险→低风险：6月26日 |
| 崇明区   | 长兴镇长明村21队                                                                       | 低风险→中风险：3月20日 中风险→低风险：5月21日 |
| 崇明区   | 长兴镇新港村15队                                                                       | 低风险→中风险：3月23日 中风险→低风险：5月21日 |
| 崇明区   | 新海镇跃进新村65-68号                                                                  | 低风险→中风险：6月12日 中风险→低风险：6月26日 |
| 静安区   | 北站街道河南北路233号                                                                  | 低风险→中风险：3月8日 中风险→低风险：3月22日  |
| 静安区   | 曹家渡街道武定西路1189号                                                               | 低风险→中风险：6月2日 中风险→低风险：6月16日  |
| 静安区   | 天目西路街道芷江西路593弄                                                              | 低风险→中风险：6月2日 中风险→低风险：6月16日  |
| 静安区   | 大寧路街道廣延路1188弄                                                                 | 低风险→中风险：6月6日 中风险→低风险：6月20日  |
| 静安区   | 共和新路街道谈家桥路163弄                                                              | 低风险→中风险：6月7日 中风险→低风险：6月26日  |
| 静安区   | 曹家渡街道余姚路327号                                                                  | 低风险→中风险：6月7日 中风险→低风险：6月21日  |
| 静安区   | 共和新路街道共和新路1302号                                                             | 低风险→中风险：6月10日 中风险→低风险：6月24日 |
| 静安区   | 宝山路街道芷江中路413弄                                                                | 低风险→中风险：6月11日 中风险→低风险：6月25日 |
| 静安区   | 芷江西路街道芷江西路270弄                                                              | 低风险→中风险：6月12日 中风险→低风险：6月26日 |
| 静安区   | 共和新路街道共和新路1290号                                                             | 低风险→中风险：6月18日 中风险→低风险：6月30日 |
| 静安区   | 共和新路街道柳营路（北侧）1059号—1069号                                                | 低风险→中风险：6月18日 中风险→低风险：6月30日 |
| 静安区   | 共和新路街道柳营路588弄                                                                | 低风险→中风险：6月20日 中风险→低风险：6月30日 |
| 静安区   | 芷江西路街道西藏北路新赵家宅（36号、51-112号、119-120号）                              | 低风险→中风险：6月26日                        |
| 浦东新区 | 沪东新村街道长岛路281号                                                                | 低风险→中风险：3月9日 中风险→低风险：3月23日  |
| 浦东新区 | 惠南镇听悦路920号                                                                      | 低风险→中风险：3月16日 中风险→低风险：3月30日 |
| 浦东新区 | 日京路88号                                                                             | 低风险→中风险：3月20日 中风险→低风险：5月22日 |
| 浦东新区 | 北蔡镇联勤村冯桥南宅                                                                   | 低风险→中风险：3月22日 中风险→低风险：5月22日 |
| 浦东新区 | 北蔡镇鹏飞路411弄6号                                                                   | 低风险→中风险：3月23日 中风险→低风险：5月22日 |
| 浦东新区 | 康桥镇苗桥路935弄19号                                                                  | 低风险→中风险：3月24日 中风险→低风险：5月22日 |
| 浦东新区 | 北蔡镇御北路235号                                                                      | 低风险→中风险：3月26日 中风险→低风险：5月22日 |
| 浦东新区 | 花木街道丁香路910弄                                                                    | 低风险→中风险：5月29日 中风险→低风险：6月10日 |
| 浦东新区 | 花木街道银霄路39弄                                                                     | 低风险→中风险：6月2日 中风险→低风险：6月16日  |
| 浦东新区 | 惠南镇梅花新邨                                                                         | 低风险→中风险：6月2日 中风险→低风险：6月16日  |
| 浦东新区 | 花木街道樱花路801弄                                                                    | 低风险→中风险：6月7日 中风险→低风险：6月21日  |
| 浦东新区 | 塘桥街道浦建路60弄                                                                     | 低风险→中风险：6月11日 中风险→低风险：6月25日 |
| 闵行区   | 梅陇镇虹梅南路1578号                                                                   | 低风险→中风险：3月13日 中风险→低风险：3月27日 |
| 闵行区   | 江川路街道剑川路综合服务中心工地宿舍                                                   | 低风险→中风险：3月16日 中风险→低风险：3月30日 |
| 闵行区   | 梅陇镇许泾村八组                                                                       | 低风险→中风险：3月23日 中风险→低风险：5月21日 |
| 闵行区   | 梅陇镇行南村三队                                                                       | 低风险→中风险：3月24日 中风险→低风险：5月21日 |
| 闵行区   | 华漕镇许浦村三队                                                                       | 低风险→中风险：3月24日 中风险→低风险：6月1日  |
| 闵行区   | 吴泾镇剑川路165号                                                                      | 低风险→中风险：5月30日 中风险→低风险：6月13日 |
| 闵行区   | 莘庄镇报春路388弄新梅花苑小区                                                          | 低风险→中风险：6月9日 中风险→低风险：6月23日  |
| 闵行区   | 浦江镇召楼路2056弄博雅苑小区                                                           | 低风险→中风险：6月9日 中风险→低风险：6月23日  |
| 闵行区   | 梅陇镇普乐路665弄                                                                      | 低风险→中风险：6月11日 中风险→低风险：6月25日 |
| 闵行区   | 七宝镇航华四村一二街坊                                                                 | 低风险→中风险：6月20日 中风险→低风险：6月30日 |
| 金山区   | 金山卫镇学府路1811弄                                                                   | 低风险→中风险：3月13日 中风险→低风险：3月27日 |
| 黄浦区   | 打浦桥街道局门后路9号                                                                  | 低风险→中风险：3月14日 中风险→低风险：3月28日 |
| 黄浦区   | 打浦桥街道顺昌路612弄20号                                                              | 低风险→中风险：3月18日 中风险→低风险：5月31日 |
| 黄浦区   | 瑞金二路街道13街坊（巨鹿路以南，进贤路以北，茂名南路以西，陕西南路以东合围地块）       | 低风险→中风险：6月3日 中风险→低风险：6月17日  |
| 青浦区   | 徐泾镇迮庵村（杨巷西区）                                                               | 低风险→中风险：5月20日 中风险→低风险：6月3日  |
| 青浦区   | 练塘镇芦潼村芦花（泖阳港以西、老松蒸公路以北、小蒸港以南、贞溪路以东合围地块）         | 低风险→中风险：6月12日 中风险→低风险：6月26日 |
| 宝山区   | 大场镇乾溪一村小区                                                                     | 低风险→中风险：6月3日 中风险→低风险：6月16日  |
| 宝山区   | 杨行镇蕰川路1498弄                                                                     | 低风险→中风险：6月5日 中风险→低风险：6月17日  |
| 宝山区   | 高境镇逸仙路1588弄                                                                     | 低风险→中风险：6月7日 中风险→低风险：6月21日  |
| 宝山区   | 张庙街道泗塘一村四号                                                                   | 低风险→中风险：6月9日 中风险→低风险：6月21日  |
| 宝山区   | 顾村镇陆翔路678弄                                                                      | 低风险→中风险：6月13日 中风险→低风险：6月26日 |
| 宝山区   | 淞南镇淞南三村                                                                         | 低风险→中风险：6月14日 中风险→低风险：6月28日 |
| 宝山区   | 大场镇文华苑小区                                                                       | 低风险→中风险：6月19日                        |
| 虹口区   | 江湾镇街道池沟路60弄小区                                                               | 低风险→中风险：6月5日 中风险→低风险：6月19日  |
| 虹口区   | 北外滩街道昆明路56号                                                                   | 低风险→中风险：6月5日 中风险→低风险：6月19日  |
| 虹口区   | 欧阳路街道大连西路165弄                                                                | 低风险→中风险：6月10日 中风险→低风险：6月24日 |
| 虹口区   | 四川北路街道山阴路55号所在小区                                                         | 低风险→中风险：6月10日 中风险→低风险：6月24日 |
| 虹口区   | 欧阳路街道天宝西路248弄                                                                | 低风险→中风险：6月15日 中风险→低风险：6月29日 |
| 奉賢区   | 南桥镇新建中路394号小区                                                                | 低风险→中风险：6月10日 中风险→低风险：6月24日 |
| 奉賢区   | 金汇镇梅园村部分区域（东至航塘港，西至航塘公路，南至梅园9组小排河，北至浦东/奉贤界河） | 低风险→中风险：6月26日                        |
| 楊浦區   | 五角场街道邯郸路585号                                                                  | 低风险→中风险：6月10日 中风险→低风险：6月24日 |
| 楊浦區   | 五角场街道国顺路81弄                                                                   | 低风险→中风险：6月14日 中风险→低风险：6月26日 |
| 楊浦區   | 五角场街道四平路2100弄                                                                 | 低风险→中风险：6月15日 中风险→低风险：6月27日 |

## 分区分级差异化防控
3月初，上海市为应对新出现的涉疫相关人员和场所，会开展排查并落实相应管控措施，如落实商场、办公楼和小区封控等。一般来说，涉及场所会先启动2天闭环管理，落实涉及场所和相应人员的管控，期间人员不得外出。之后再视核酸检测结果调整管控安排，一旦管控人员核酸检测结果出现异常，所在场所和涉及的人员可能需要提级管理。为提前做好就地隔离准备，公司员工也被要求带好洗漱用品和衣物。也有员工购买保险公司推出的隔离保险，一旦被隔离，每天可获20元至500元人民币不等的赔偿。
3月14日，本轮疫情指示病例所住小区普陀区甘泉路街道西部名都花园解除封闭管理。

## 网格化核酸筛查
随着疫情的发展，除了封控区的全员核酸检测外，上海市民的核酸检测需求增多。截至3月初，上海共有164家核酸检测机构，每日最大检测能力达到单人单管102.8万份，核酸检测试剂库存1300万人份，每天产量近400万人份，最大日产能达885万人份。上海市也开始协调核酸检测设备生产商向检测机构供应检测设备，协调检测能力达标的企业获批开展检测服务，协调现有移动核酸检测车辆发放临时行驶车号牌，并协调具有核酸检测资质的员工、核酸检测操作人员驰援检测一线，保障核酸检测机构24小时不间断运转。此外，上海财经大学毕业生金成也创建了一个互助共享文档，为市民错峰选择检测点提供信息参考。
3月9日，上海市卫健委介绍称，目前已全面加强核酸检测服务的组织管理，要求开展核酸检测的医疗机构不断优化检测服务，尽全力满足市民需求。在3月11日，由于“健康云”平台的核酸检测结果查询人数增多，平台建议市民可在随申码页面查询核酸检测结果。由于检测点出现了排队时间长、出具检测结果报告速度慢等问题，上海市卫生健康委副主任陆韬宏在3月13日举行的发布会上透露，要求各区、各单位持续加强核酸检测服务管理，尽全力满足核酸检测需求。3月15日，上海市政府副秘书长、市疫情防控领导小组办公室主任顾洪辉表示上海将根据区域风险等情况，划定若干重点区域，实行切块式、网格化核酸筛查，进一步强化社会面防控。3月16日、17日，上海市开始用网格化方式对重点区域人群进行2次核酸筛查。既有已在闭环管理中的高风险岗位、已在例行排查工作机制的人员，按照原有机制继续开展例行筛查。重点区域核酸筛查，不采取“2+12”措施，各区要按照全市统一部署，不得擅自加码。不過經過2輪核酸檢測後並不意味著就會解封，當局依檢測結果風險判斷，所以有些小區會安排第4輪、第5輪的核酸檢測。例如閔行區、徐匯區、浦東新區的部分區域部分居民社區已歷經5天甚至7天的封閉與核酸篩檢。由於部分地區長期封閉，引發许多居民不满，认为此种防疫的社会成本太高。期间由于采样人员较多，健康云核酸检测系统一度瞬间迸发量高、出现登录难等问题。上海市卫健委主任邬惊雷表示，系统在访问量达到一定数值时已实施限流措施，逐步调整。经核查系统不畅并非系统故障，而是限流保护措施，并向市民带来的不便表示歉意。3月18日至20日，上海市将针对非重点区域内人员，以街镇为单位，分时、分批次开展一次免费核酸检测。已有18日-20日内一次核酸检测阴性证明、已在闭环管理的高风险岗位、已有例行加密核酸筛查工作机制的人员不在此列。此次累计筛查3000多万人次。
3月21日，上海相關部門表示，上海未來會划定新一轮筛查范围，並按照“街镇-小区-楼栋”模式开展后续的核酸筛查及管控工作。例如街镇范围内有阳性检测结果，对阳性感染者所在小区进行封控，间隔24小时，再次对小区全员进行1次核酸采样检测。街镇其余区域予以解封。
3月24日晚，上海发布通告，3月16日至20日没有参加切块式、网格化核酸筛查的市民尽快自行前往医院、机构或社区检测点完成检测。3月25日18时起，如仍无相关核酸检测记录，“随申码”将会被赋黄码。
3月26日至28日早晨6时，上海市多个区对非封控区域内全体居民实施1次抗原筛查，实行全域封控管理的街道在此期间进行1次核酸检测筛查。截至3月27日上午10时，上海已抗原检测1400多万人。

## 分区分批封控实施核酸筛查

分区分批封控实施核酸筛查区域示意图
第一批封控核酸筛查区域
第二批封控核酸筛查区域

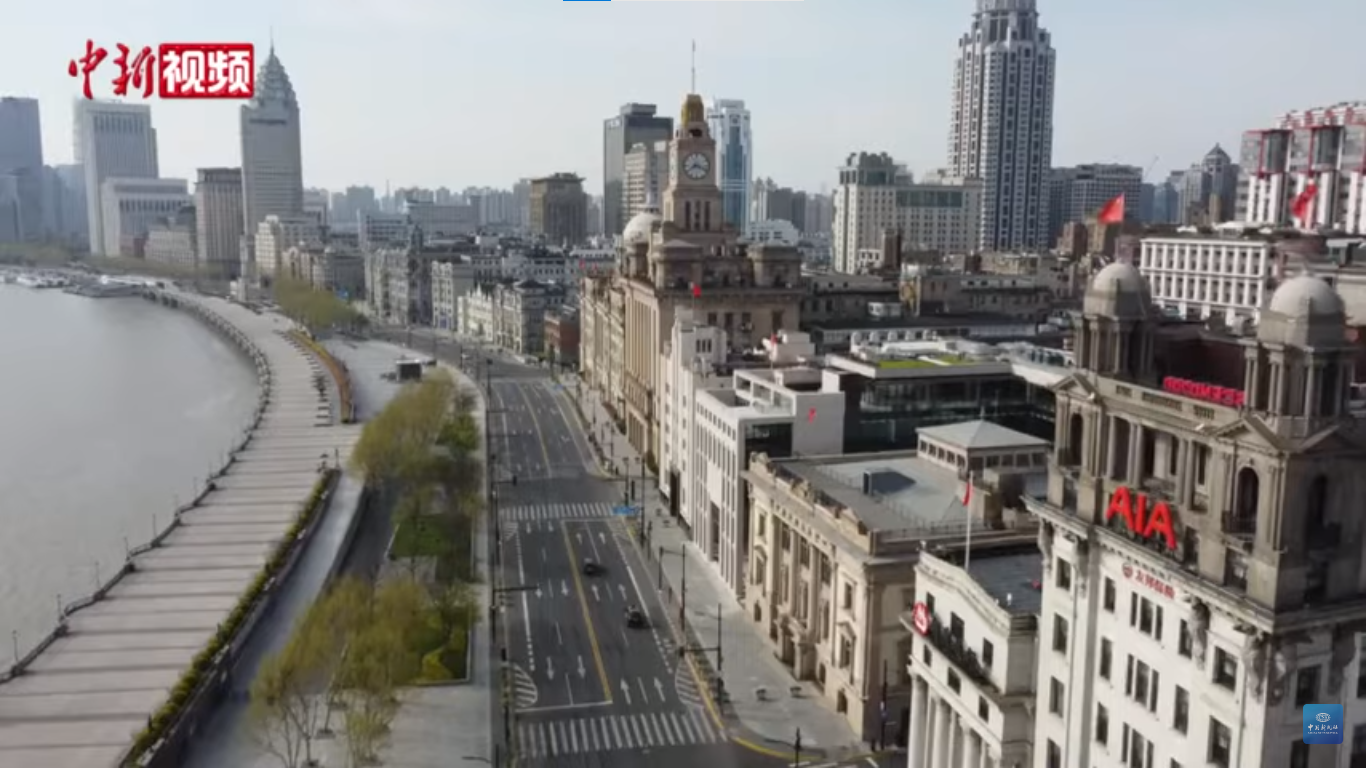
2022年4月1日，浦西地区实行全域封控，原本繁华的外滩因封控而变得静寂

3月27日20时，上海市疫情防控工作领导小组办公室发布通告，3月28日5时起，上海以黄浦江为界分区分批实施核酸筛查。浦东新区、奉贤区、金山区、崇明区、闵行区浦锦街道、浦江镇、松江区新浜镇、石湖荡镇、泖港镇、叶榭镇為第一批區域，率先实施封控並开展核酸筛查，4月1日5时解封。4月1日3时起，浦西地区為第二批區域实施封控並开展核酸筛查，4月5日3时解封。封控区域内，住宅小区实施封闭式管理，所有企业实施封闭生产，公交、地铁、轮渡、出租汽车、网约车暂停运行。復旦大學附屬華山醫院感染科王新宇副主任醫師表示，Omicron亞型BA.2與之前流行的病毒株相比，無症狀感染者比例更高，也即很難直接區分出傳染源，現有做法只能是高密度採核酸進行檢測，幫助區分出誰是感染源，而疫苗對Omicron的感染保護力進一步下降，因此單憑疫苗接種很難阻斷病毒傳播。王新宇表示，上海啟動新一輪核酸篩查，是因勢因情施策的必然，具有緊迫性和必要性。通過新一輪核酸篩查，讓人群流動性降低，切斷傳播途徑，盡最大可能避免感染者和易感者之間人和人的接觸，同時盡可能找出作為傳染源的現症感染者，將感染者與易感者地徹底分開。
3月28日上午，上海市卫健委主任邬惊雷在新闻发布会上详细介绍本轮核酸筛查安排。第一批地区于3月28日5时至4月1日5时，严格封控管理4天，其间间隔至少24小时开展2次核酸检测；第二批地区于4月1日3时至4月5日3时，严格封控管理4天，其间间隔至少24小时开展2次核酸检测。第二批地区3月28日至4月1日期间，其重点区域严格落实封控管理，非重点区域开展1次抗原检测。机场、铁路、国际客货运正常运行。医务人员、防疫人员、公安干警、外卖快递人员等凭工作证或单位证明正常出行。水、电、燃油、通讯、交通、粮油肉菜等公共服务类企业照常運行。根据上海市各区发布的通告，封控期间除根据所在街镇、小区（村组）的统一组织安排，在指定时间段到指定点位做核酸采样外，所有人员不得擅自走出家门到楼道、地下车库、露天区域等小区（村组）内户外空间活动，自觉做到足不出户；参加所在小区（村组）防疫志愿服务的市民须至少接种过两剂疫苗，且须持有48小时内核酸检测结果阴性证明方可出门上岗；因必要或必须出家门、出小区（村组）的人员，必须全程严格落实防疫要求和措施；所有人员应本着生活必需原则适度订购外卖、快递，不得擅自出家门取外卖和快递，不得同外卖快递人员直接接触；外卖快递人员不得进住宅小区（村组），外卖快递由所在小区（村组）防疫工作人员或志愿者协助收取并分送到收件人家门口。

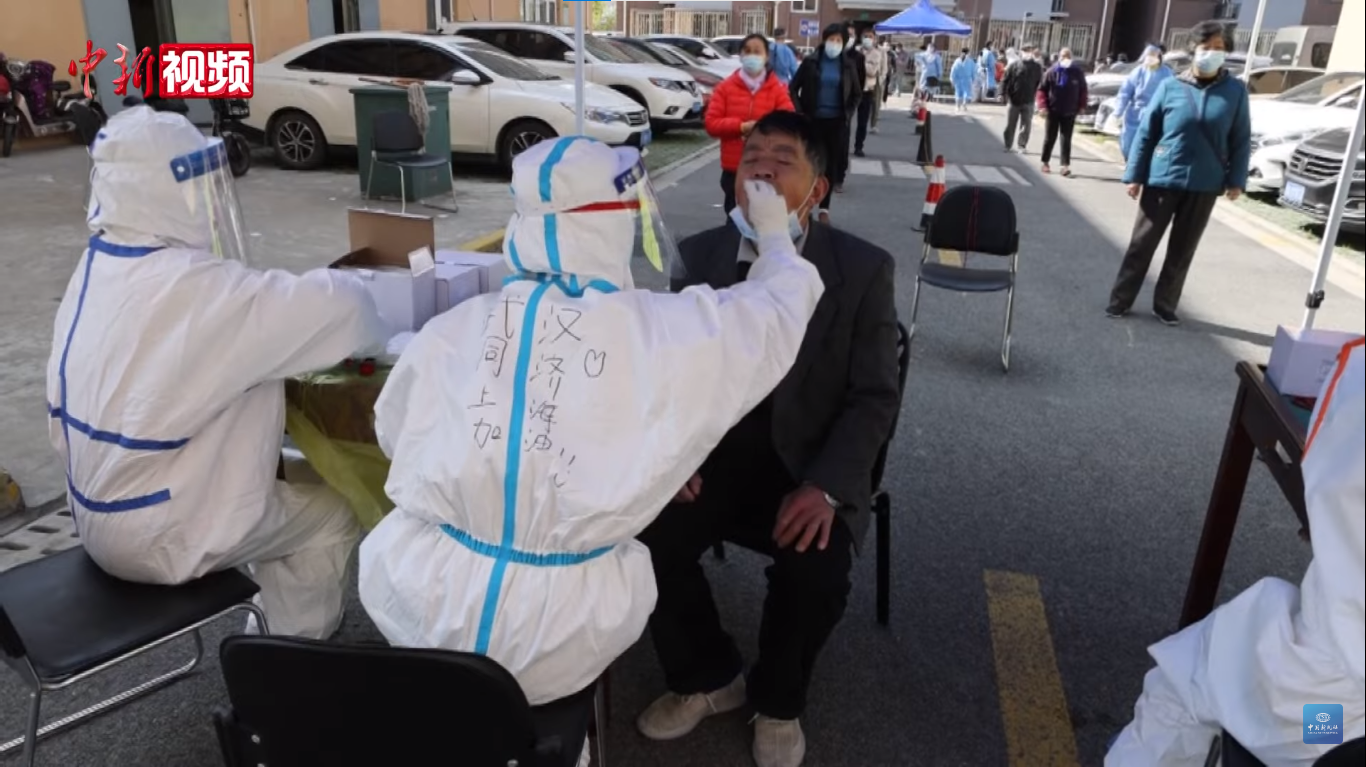
4月4日，武汉同济医院医护人员在浦东新区瑞和城三街社区为民众进行核酸检测采样

为全力支援上海新一轮网格化核酸筛查，3月28日浙江、江苏两省分别派出1500人、500人检测队伍抵达上海，另有84名血透专科护士开展三个血透中心的血液透析服务工作。浙江省27日晚集结50辆大巴，于28日凌晨4点前到达浙江省人民医院、浙江大学医学院附属邵逸夫医院、浙江大学医学院附属第二医院、浙江省中医院、浙江大学医学院附属浙江医院、浙江省立同德医院等7家医院起运点，7点30分车队到达上海浦东，开启核酸筛查工作。而江苏省南京、苏州、常州多地也抽调核酸采样、核酸检测专业人员500余人支援上海，并于28日凌晨抵达上海浦东。截至3月29日24时，累计组织1.7万名采样人员，设置6300个采样点，共筛查超过910万人；在浦西区域的非重点区域开展抗原筛查，共筛查1087万人，均发现一定数量的检测结果异常人员。4月1日，上海市卫生健康委主任邬惊雷在发布会上介绍，第一批封控期间共组织2次核酸筛查，采样人次超过1800万。从前后两次筛查的初步分析结果来看，阳性检出率有所下降，初步达到了通过连续的筛查来减少检出率，让真正阳性的人员减少的预定目标，为尽快切断病毒的传播，遏制疫情的扩散蔓延势头起到了非常重要的作用。4月2日，上海市卫健委一级巡视员吴乾渝通报，截至4月1日24时，第二批浦西地区第一次核酸检测采样超过1400万人。4月2日晚10时左右，上海浦西地区多个小区居民收到居委会或物业通知，原本3日进行的核酸筛查暂时取消。當天上海警方表示，如果无正当理由拒不参加统一组织的核酸检测，上海公安机关将依照《中华人民共和国治安管理处罚法》有关规定给予治安管理处罚。4月4日，张亚宏表示，本轮疫情以来，上海公安机关持续启动社会面最高等级勤务，5万公安民警全员上岗，上海警方还派驻600余名警力入驻各方舱医院。

## 全域静态管理
上海市全市领导干部大会于3月30日晚举行，会议指出，要坚定坚决实施好这一轮面上核酸筛查工作，采取全域静态管理、全员核酸筛查、全面流调排查、全民清洁消杀等综合防控措施，分批实施、无缝衔接，真正把风险人群管住，尽早实现社会面清零。有报道指出，上海已经“近乎全封城”。 
4月1日5时起，浦东新区、奉贤区、金山区、崇明区、闵行区浦锦街道、浦江镇，松江区新浜镇、石湖荡镇、泖港镇、叶榭镇解除全域封控，并根据国务院联防联控机制综合组《新冠病毒检测分类施策指南（试行）》，实行分区分类、网格化管理。阳性感染者涉及的居民小区（单位、场所）所在网格化单元及毗邻网格化单元，划为封控区，实行“区域封闭、足不出户、服务上门”，感染者涉及楼栋采取14天封闭管理措施（从3月28日封闭时起计），封控区内其他区域实施“7天封闭管理+7天社区健康管理”措施（从3月28日封闭时起计），开展相应频次检测，封闭管理期间严格落实居家隔离措施。有封控小区（单位、场所）所在街镇的其他区域，划为管控区，实行“人不出小区、严禁聚集”，落实7天社区健康管理（从3月28日封闭时起计），开展相应频次检测，原则上居家，每户每天可安排1人分时有序至小区指定区域无接触式取用配送物资。单位执勤人员“人不出单位，严禁聚集”，分时有序至单位入口处无接触式取用配送物资。除封控区、管控区以外的其他区域，划为防范区。实行“强化社会面管控，严格限制人员聚集规模”，落实7天自我健康管理和相应频次检测，市民群众主动减少外出、减少流动、减少聚集，非必要不出门，倡导居家办公，不跨行政区流动，不跨黄浦江流动。确有需要外出时，规范做好个人防护，保持社交距离，避免前往人流密集场所，配合测温、扫码、验码等措施。实行分区分类、网格化管理期间，餐饮经营场所暂停堂食，可提供到店自取、外卖订餐服务；网吧、酒吧、歌厅、棋牌室、图书馆等各类非生活必需密闭场所暂停开放；外卖、快递人员不得进入住宅小区，实行无接触配送。
然而，绝大部分区域均无法达到通知所称的“防范区”的标准，因此实际上等同于继续封控。例如4月2日浦东新区新闻办官方账号“浦东发布”发布通告，经综合研判新一轮核酸筛查结果，自3月28日5时起，浦东新区绝大多数的街镇划为封控区，实行“区域封闭、足不出户、服务上门”；仅老港镇、万祥镇、泥城镇除所列封控区外为管控区，实行“人不出小区、严禁聚集”。
4月9日，上海市疫情防控新闻发布会上表示，上海市将根据检测结果分析研判，实施分区分级差异化防控，依据风险程度的大小，按照“三区划分”原则，进行阶梯式管理。其中，封控区是指近7天内有阳性感染者报告的居住小区、自然村或单位、场所，实施7天封闭管理，区域封闭、足不出户、服务上门；管控区是指近7天内没有阳性感染者报告的居住小区、自然村或单位、场所，实施7天居家健康监测，足不出小区、严禁聚集、错峰取物，原则上居家，在严格做好个人防护的前提下可以下楼，分开时间到指定区域无接触式取用物资；防范区是指近14天内没有阳性感染者报告的居住小区、自然村或单位、场所，防控策略是减少流动、避免聚集，可以在行政区域内适当活动，严格限制人员聚集。

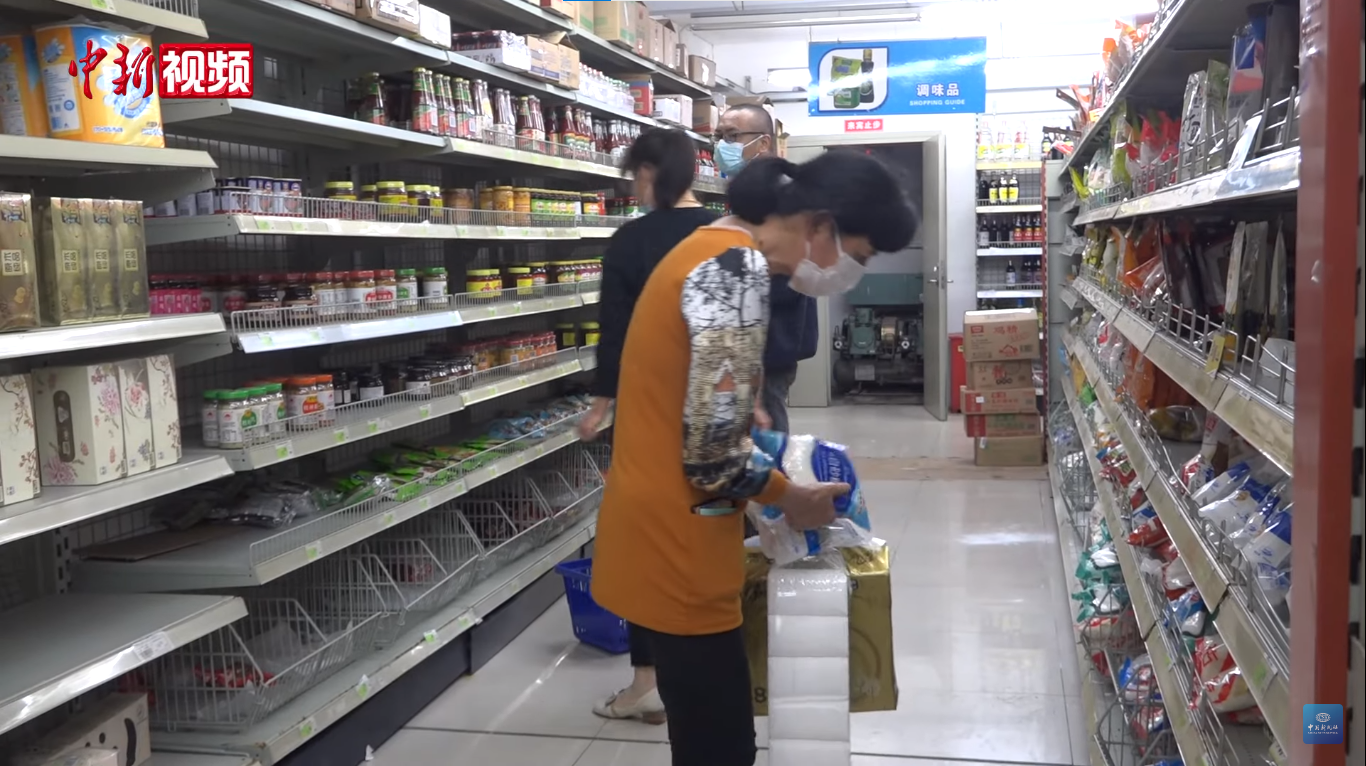
金山区枫泾镇大部分区域開始逐步解封，区域内的超市恢复营业

4月11日上午，上海市政府副秘书长、上海市疫情防控工作领导小组办公室主任顾洪辉在上海市疫情防控工作新闻发布会上表示，各区划定了第一批“三区”名单，其中封控区7624个、管控区2460个、防范区7565个。封控区實施7天封闭管理+7天居家健康监测，封闭管理期間足不出戶，居家健康监测期間不能出小區。管控区實施7天居家健康监测，居民不能出小區。防范区的居民可以出小區。此外他還表示封控区的第13天区域内所有人员核酸检测均为阴性則调整为防范区。管控區第6天区域内所有人员核酸检测均为阴性，则调整为防范区。如果管控區、防范区出現陽性則全部調整為封控区。防范区内人员落实一周2次抗原检测。同時上海市政府要求在封控区和管控区，超市卖场、连锁餐饮、药店等商业网点应开尽开，关门不停业，线上下单，线下理货，集订集送。在防范区允许有限商业网点恢复经营。金山区率先公布了第一批“三区”划分管控的区域，枫泾镇、张堰镇、廊下镇和吕巷镇的大部分区域被划为防范区，開始逐步解封，並且防范区内先行开放卖场、超市、药店、母婴用品店等四类场所。张堰镇一家超市迎來了解封的顧客。枫泾镇从当天下午3点开始发放出入证，每户人家都会拿到一张，包括租住房屋的外来人员，且出入证是每天每户有一人可以出去一次。目前，枫泾镇已有第一批17家商业网点开门营业，包括6家超市卖场、8家药店和3家母婴店。另据上海市人民政府新闻办微信平台“上海发布”消息，截至11日晚间，已有黄浦、静安、普陀、嘉定、金山、松江、青浦、奉贤、崇明等区公布了首批“三区”划分名单。4月12日，浦東新區公佈三區名單。截至當天，上海16区公布“三区”划分具体名单。另外上海又启动开展以“共同守沪，创无疫小区”为主题的创建活动，若近14天内无新增阳性感染者，且第13天区域内所有人员核酸检测均为阴性的居民小区，可申报创建无疫小区。
截至4月12日上午，各区划定第一批“三区”名单，其中封控区11135个，涉及人口数1501万人；管控区2682个，涉及人口178万人；防范区10323个，涉及人口480万人。防范区虽然所涉小区数量多，但人口相对较少。90%的小区分布在郊区，中心城区仅占10%左右；所涉及的480万人中，430万人分布在郊区，中心城区共50万人。此外闵行区发布，决定对此前发布的闵行区“防范区”（居民小区、自然村）进行提级管控。上海发布表示提级管控，对毗邻地区有较多封控区、可能产生聚集性风险的防范区，各区可根据情况，强化措施提级管理。4月16日，奉贤区启动“清零攻坚”行动，从4月16日起至4月下旬初采取“全域静态管理、全员核酸检测、全面流调排查、全民清洁消杀，全程查漏补缺”等综合防控措施。4月15日起，上海对封控区、管控区内所有人员进行“抗原+核酸”组合检测筛查，对防范区内所有人员进行抗原检测筛查。其中，封控区18日到21日，每天进行1次核酸检测。4月15日前5天内有阳性感染者的楼栋（宅），上门采样；5天内没有阳性感染者的楼栋（宅），错峰下楼采样；管控区内所有人员，18日、19日、21日各进行1次抗原检测；20日进行1次核酸检测，错峰下楼采样；防范区内所有人员，7天进行2次抗原检测。
部分防範區的民众在解封後立刻离开上海。4月12日至4月16日的上海至南京、杭州和合肥的火车票均已售罄。不过中国大陆媒体援引铁路部门内部人士表示，由于长三角范围内大量列车取消运营，加之上海对旅客离沪有严格的条件限制，不存在大量旅客离开上海的情况。铁路部门内部人士称，尽管上海虹桥站、上海站、上海南站还正常运营，但也以保障物资运输为主，只有上海虹桥站还剩几趟列车；剩下的也是途径上海的列车，并非上海始发，实际在上海上车的旅客几乎没有。李沁也被指偷偷逃出上海前往海南拍戲，官方指李沁遵守了防疫規定。另外浦東新區數個社區居民一度突破封鎖，來到張江鎮香楠路抗議。有人在街上播放義勇軍進行曲、喊口號。官方出動大批穿著防護服的武警到場拉上封鎖線、強行驅趕群眾。
4月18日起到21日，封控区内每天进行1次核酸检测。4月15日前5天内有阳性感染者的楼栋（宅），上门采样；5天内没有阳性感染者的楼栋（宅），错峰下楼采样。管控区18日、19日、21日各进行1次抗原检测；20日进行1次核酸检测，错峰下楼采样。防范区内7天进行2次抗原检测，21日再做1次抗原检测。
4月20日，上海市卫生健康委一级巡视员吴乾渝表示，上海对封控区、管控区、防范区划定有所調整，新划定的封控区16650个，涉及1187.8万人，比之前首次划定的减少了400多万人；管控区13304个，涉及448万人，增加人数超过200万人；防范区28075个，涉及785.6万人，增加人数超过200万人。
4月22日起，根据上海市委市政府部署，上海在全市范围内开展社会面清零攻坚九大行动，力争早日全市实现社会面清零。根据“统一指挥、分类施策、集中攻坚”的总体思路，集中利用一段时间，采取“全域静态管理、全员检测筛查、全面流调排查、全民清洁消杀、全程查漏补缺”措施，做到“应检尽检、应隔尽隔、应收尽收、应治尽治”。在社区管控行动方面要最大限度减少人员流动聚集。封控区严格实施“足不出户、服务上门”要求；管控区严格实施“人不出小区（单位），错峰取物”要求；防范区严格实行“个人防护，严禁聚集”要求，人员不得流动到封控区和管控区。对流动人员加大街面巡查力度。对居家隔离对象采取上门磁等方式限制人员外出，健康码赋红码。在开展检测筛查行动方面，采取分区分级检测推进模式，对封控区每天开展一轮核酸筛查；对管控区采用“3天抗原+2天核酸”组合筛查的方式；对防范区采用“4天抗原+1天核酸”组合筛查的方式；对快递、外卖小哥等城市服务保障人员，每天检测1次核酸、2次抗原。此外，还将开展流调排查行动、转运隔离行动、腾换扩容行动、中医药干预行动、清洁消毒行动、“拔点”行动、防外溢行动。同日，官方表示因为疫情防控原因，一些被列为“防范区”的区域仍按照管控区“足不出小区”的政策进行管理。
4月24日左右，上海浦東新區、寶山區、徐匯區等地區的一些地方開始「硬隔離」，小區樓面、門口被用鐵網封死。有居民因不滿裝鐵網，而與相關工作人員發生爭執。而在4月23日，浦東新區長島路85弄38號樓梯間一電表箱發生火災， 消防到場前，火災已被小區工作人員撲滅，無人傷亡。事件引發許多上海居民對「硬隔離」措施的憤怒。
杨浦区四平路街道同济新村嘗試在居民區內再進行劃分，总人数22%的樓棟劃分為小封控區。楊浦區副區長祁克萍將這種小區內再劃分成小的封控區的做法稱之為「軟分隔」。

## “有限活动”
4月27日至30日，上海采用“核酸+抗原”组合方式，分区开展筛查工作，并根据检测结果动态调整“封控、管控和防范”三区范围。4月27日，上海市卫生健康委副主任赵丹丹表示，对达到社会面基本清零的区实施“有限人员、有限区域、有限活动”；对未达到社会面基本清零的区，继续坚持采取“全域静态管理、全员检测筛查、全面流调排查、全民清洁消杀，全程查漏补缺”等防控措施。同日，上海部分医院为了配合防疫工作，暂停部分医疗服务。
4月28日，青浦區表示到5月初會在全区布局超200个核酸采样点位，而且核酸點位隸屬於「溫暖家」品牌下。
4月29日，上海市卫生健康委副主任赵丹丹表示，依据阶段性的筛查结果及4月28日各区的“三区”划定结果，与4月20日发布的结果相比较，全市共划分封控区13947个，涉及人口数527万人，减少人数660多万人；管控区22910个，涉及人口数593万人，增加人数超过145万人；防范区44173个，涉及人口数1238万人，增加人数超过453万人。當天奉贤區當局向轄區內的防范区居民发放出入通行证。奉贤区當天开门的店铺达454家，线下180家。。4月30日，赵丹丹表示4月29日各区的“三区”划定结果与4月28日相比较，该市共划分封控区15895个，涉及人口数444万人，减少人数83万人；管控区21230个，涉及人口数539万人，减少人数54万人；防范区49651个，涉及人口数1378万人，增加人数140万人。截至4月29日，徐匯區內有在营店铺共546家，线上接单店铺613家，49个电商平台网点正常运营。
5月1日，上海市卫生健康委主任邬惊雷通报，依据阶段性筛查结果，4月30日全市共划分封控区15371个，涉及人口数300多万人；管控区22510个，涉及人口数约600万人；防范区53940个，涉及人口数1500多万人。上海将在5月1日至7日继续开展核酸筛查工作，采取分区分级的“核酸+抗原”组合检测模式。对于封控区，每天进行一次核酸采样；管控区采用“3次核酸+4次抗原”组合筛查方式；防范区采用“1次核酸+6次抗原”组合筛查方式。此外，对前期没有按照要求参加核酸筛查的人员“随申码”赋黄码。邬惊雷還對「隔离管控發現的陽性感染者」以及「相关风险人群排查發現的陽性感染者」的定義作出解释，即在集中隔离筛查、居家隔离筛查、封控区筛查、封闭管理的场所筛查、密接筛查等方式发现的阳性感染者為「闭环管控发现的阳性感染者」；在管控区筛查、社区（防范区）筛查、主动就诊/因症就诊、主动核酸检测、重点人群筛查、外省协查等方式发现的阳性感染者為「相关风险人群筛查发现的阳性感染者」。
5月1日，另据上海市政府副秘书长、市疫情防控领导小组办公室主任顾洪辉介绍了上海的社会面清零和基本清零的评价标准。如果上海一行政区区内社会面（含管控区、防范区，以及非闭环管理的社会流动人员等）阳性感染者数量日趋减少、风险可控；如果连续三天单日新增数占区内总人口数比例小于十万分之一，則是社会面基本清零；如果连续三天单日新增数为零，則是社会面清零。因此上海的奉贤、金山、崇明、青浦、松江和普陀符合社会面基本清零。顾洪辉又表示上海會繼續按照“三区”划分要求，实施从严管控，最大限度减少人员流动聚集。封控区严格实施“足不出户、服务上门”的管控要求，防止人员外出流动；管控区严格实施“人不出小区（单位），错峰取物”的管控要求，原则上居家，每户每天可在严格做好个人防护的前提下，分时有序、分区限流至小区指定区域活动，无接触式收取快递物资；防范区严格实施“个人防护，严禁聚集”的防控要求，按照“有序放开、有限流动、有效管控、分类管理”的原则，实行分区分级差异化管控。已经社会面基本清零的非中心城区，市民可以在区内活动，前往开放的超市、药店和医院，区内可以逐步恢复公共交通，私家车可以在区内有限通行。已经社会面基本清零的中心城区，市民可以在所在街镇内活动，前往指定的超市、药店。没有社会面基本清零的非中心城区，市民可以限时限户在所在街镇内活动，限时前往指定的超市、药店。没有社会面基本清零的中心城区居民可以在小区内活动，每户指定一人，7天两次限时、分批前往超市购物、药店配药等。浦东新区由于面积较大，故也实施分区分级差异化防控。宣桥镇、泥城镇、大团镇、万祥镇、老港镇等5个镇已实现社会面基本清零，防范区居民可以在所在镇内活动，前往开放的超市、药店和医院，私家车可在镇域范围内有限通行。當天金山區防范区的商场陆续复工。
5月2日，上海當局表示5月1日全市共劃分封控區1萬4292個，涉及人口276萬人；管控區2萬2255個，涉及人口約551萬人；防範區5萬5384個，涉及人口數1514多萬人。5月2日上海共划分封控区13819个，涉及人口数254万人；管控区22317个，涉及人口数约538万人；防范区56699个，涉及人口数1547多万人。对比前一天封控区减少约22万人，管控区减少约13万人。不少小区降为疫情防范区后，一户一人有3小时可以外出采购食物。當天崇明部分超市恢复开放。5月3日上海共划分封控区12435个，涉及人口数239万人；管控区20808个，涉及人口数519万人；防范区47861个，涉及人口数1578万人。
5月4日，上海市卫生健康委副主任赵丹丹表示出院（舱）人员“复阳”不影响所在楼栋、小区的“三区”划分。當天上海劃分封控区11893个，涉及人口数234万人；管控区20458个，涉及人口数451万人；防范区48602个，涉及人口数1647万人。尽管防范区数量正不断增加，但由于防控形势仍然相对严峻，近期上海有多个防范区提级管控。部分防范区经过筛查，再次发现一定量的阳性感染者，升级为封控区的数量在增加，原先划定为防范区的居民手持的临时出入证也暂停使用，保供商超、药店暂停线下营业，恢复线上营业模式。
5月6日，上海多处已列为“防范区”的小区发出“静默”通知，内容为全体居民不许出户，外卖、团购都予以暂停等，但有些小区不久又发出暂缓静默期的消息。有些居民抱怨此举太“折腾人”。
5月6日，上海有封控区10390个，涉及人口数约235万人；管控区19403个，涉及人口数约403万人；防范区49277个，涉及人口数约1686万人。5月7日，上海共划分封控区10094个，涉及人口数约245万人；管控区18299个，涉及人口数约382万人；防范区47263个，涉及人口数约1702万人。當天起上海再次以小區為管控單位，再度啟動全市「靜默」至15日。5月8日，上海共划分封控区9829个，涉及人口数230万；管控区18281个，涉及人口数362万；防范区46464个，涉及人口数1737万。
5月8日至15日，虹口区在全域范围内持续强化“三区”管控，防范区实行提级管理，全区持续开展检测筛查。另外松江区叶榭镇因在近期核酸筛查中发现一例核酸检测异常人员，该人员曾于5月5日、5月6日出入一心玛特超市，该镇于8日宣布所有防范区临时性实行提级管理，遵循“人不出小区、村，严禁聚集”原则；所有线下开业的商超、沿街店铺暂时关闭，实行集采集配。
5月9日，上海共划分封控区9191个，涉及人口数211万；管控区18925个，涉及人口数327万；防范区46156个，涉及人口数1792万。截至當天崇明区15个乡镇55家超市实现有限开放。5月10日，上海共划分封控区6303个，涉及人口数208万；管控区17990个，涉及人口数324万；防范区50056个，涉及人口数1797万。截至5月11日，奉贤、金山、崇明、青浦、松江、普陀、嘉定和徐汇以及浦东部分街镇實現社会面基本清零。当日上海共划分封控区5973个，涉及人口数197万；管控区17472个，涉及人口数303万；防范区49313个，涉及人口数1829万。5月12日，上海共划分封控区5560个，涉及人口数215万；管控区20952个，涉及人口数335万；防范区46633个，涉及人口数1774万。
5月13日，上海市委常委、常务副市长吴清再次提到社会面清零和社会面基本清零的評判標準，提出在5月中旬实现社会面清零的目标，届时将实施有序放开、有限流动、有效管控、分类管理。上海将按照疫情防控常态化的要求，逐步由应急处置状态下的封控区、管控区、防范区，向常态化防控下的高中低风险地区分类管理转变。此外，上海在现有复工复产的基础上，进一步扩大复工复产，有序推动复市复学，尽快恢复全市正常生产生活秩序。上海将继续通过核酸筛查、转运隔离、医疗救治、环境整治等继续做好防疫工作，同时将根据疫情形势变化，有序恢复交通出行；超市卖场、便利店、百货商场有序恢复线下营业；理发、洗染服务也将逐步通过线上预约、线下错峰限流开放；优先安排有高考和中考任务的高三、高二、初三年级学生复学；医疗机构有序开放，进一步扩大安排限期手术和择期手术（紧急手术一直是开放的）；政务服务窗口有序开放，适当延长服务时间。另外上海市中心第一个社会面基本清零的市辖区普陀区推出分色管控“明白卡”，将管控规则、攻坚行动等，以简单易记的卡片进行宣传。“明白卡”将“三区”居民生活小贴示分制成红色、橙色、绿色。其中，红色封控区居民严格落实“足不出户”；橙色管控区居民严格落实“人不出小区”；绿色防范区居民提级管理，每户每天可安排1人出门。截至當天上海防范区人口1807万，三倍于封控区加管控区人口。
5月16日起，上海分阶段推进复商复市。同日，上海市副市长宗明在新闻发布会上介绍，上海已经明确了下一步防控工作，分为“三个阶段”。第一阶段为巩固清零攻坚“十大行动”成果阶段。5月15日至5月21日，以“降新增、防反弹，持续减少封控区、管控区人数，防范区有序放开、有限流动、有效管控，全市保持低水平社会活动”为重点；第二阶段为向常态化防控转换阶段。5月22日至5月31日，单日新增感染者数进一步减少，不断缩小封控区和管控区范围直至解封，加快疫情防控向常态化分级分类管理转变；第三阶段为全面恢复全市正常生产生活秩序阶段。6月1日至6月中下旬，在严格防范疫情反弹、风险可控的前提下，全面实施疫情防控常态化管理，全面恢复全市正常生产生活秩序。當天松江區一理发店复市迎客。不过部分居民反应封控仍然很严。
5月17日，上海當局表示上海16个区已实现社会面清零。，不过解封进度仍然缓慢，多数居民仍然处于严格的封控状态下。
5月18日，上海站恢复客运业务，先期恢复开行5趟列车。
进入5月，随着疫情的趋稳，上海不少居民收到居委发放的“出入证”、“通行证”或超市“邀请卡”，凭证可有序、限时出入小区，以满足购物、看病等需求。部分小区还创造了“遛弯证”，这类证件的有效时长不尽相同，半小时至四小时均有。
5月22日，上海市卫生健康委副主任赵丹丹表示，上海分两个阶段进一步做好社区疫情防控工作，第一阶段是至5月31日，单日新增阳性感染者数进一步减少，不断缩小封控区和管控区范围；第二阶段则是实施疫情风险地区划分，若区域内无封控区、管控区，则该区域可视作为低风险地区，解除防范区。原则上，疫情中高风险地区以居民小区、自然村、单位等作为最小划定范围，可适当扩大至毗邻风险区域。区域内14天内累计报告10例及以上阳性感染者，或发生2起及以上聚集性疫情，该区域划定为疫情高风险地区；区域内14天内累计报告不超过10例阳性感染者，或发生1起聚集性疫情，该区域划定为疫情中风险地区。中高风险地区14天内无阳性感染者报告，该区域转为疫情低风险地区。
5月25日，金山区全区所有区域均为防范区，无封控区、管控区。奉贤区全域也于5月26日调整为防范区。同日，上海表示本疫情防反弹压力依然较大。
5月27日晚上，奉賢區當局決定取消出入证管理，取消机动车单双号限行，取消道路路障设施。

## 社会面全面复工复产
5月29日，上海當局出台《上海市加快经济恢复和重振行动方案》。
6月1日零时起，上海開始恢复住宅小区出入、机动车通行和公共交通全網运营。不過乘坐公共交通需要持72小时内核酸检测阴性证明，同时上海南站恢复办理客运业务。之後上海繼續劃分高中低風險地區，其中疫情中高风险地区实施14天封闭管理，人员足不出户；中高风险地区内报告最后一例阳性感染者后，如连续14天无新增阳性感染者，该区域降为疫情低风险地区。
6月7日，赵丹丹介绍，对阳性感染者、密切接触者等人员轨迹所涉及场所，虽然没有划定为风险地区，根据流行病学调查和风险评估综合研判，也可实施相关管控措施，比如“7天封闭管理+7天自我健康管理”，比如“2天封闭管理+12天自我健康管理”或“14天自我健康管理”，其间开展相应频次的核酸检测。
6月8日，因上海近期出现社会面零星散发病例，黄浦区、静安区、徐汇区对瑞金二路街道、南京西路街道、湖南路街道相关区域实行临时管控措施，期间暂停非必要人员流动，对人员、环境进行全面筛查。
6月11日至12日，浦东新区、黄浦区、静安区、徐汇区、虹口区、宝山区、闵行区、普陀区、楊浦區、长宁區、金山區、松江區等区的居村、楼宇、园区、街面、场所等实施核酸筛查应检尽检。在核酸采样时段实行封闭管理，采样结束后解除封闭。
6月11日，上海當局表示全市常态化核酸检测点免费检测服务延长至2022年7月31日，而且即日起至7月31日，市民应每周至少进行1次核酸检测。市民如7天内无核酸检测记录，其随申码将会被赋黄码。
6月15日，上海當局表示从當天起到7月底，各区每周周末都会安排一次社区筛查。此外在當天过去一周内区内有社会面阳性感染者报告的区，要安排全域筛查。在采样期间，区域内居民小区实行封闭管理，在该小区全域完成核酸采样后解除封闭管理。
6月18日起，上海對分别位于静安与普陀的两个合围区开展核酸筛查。
6月20日，上海西站、南翔北站、安亭北站、安亭西站、松江站、松江北站和金山北站恢复办理客运业务，标志着上海所有对外铁路车站全部恢复运营。

## 全员核酸检测

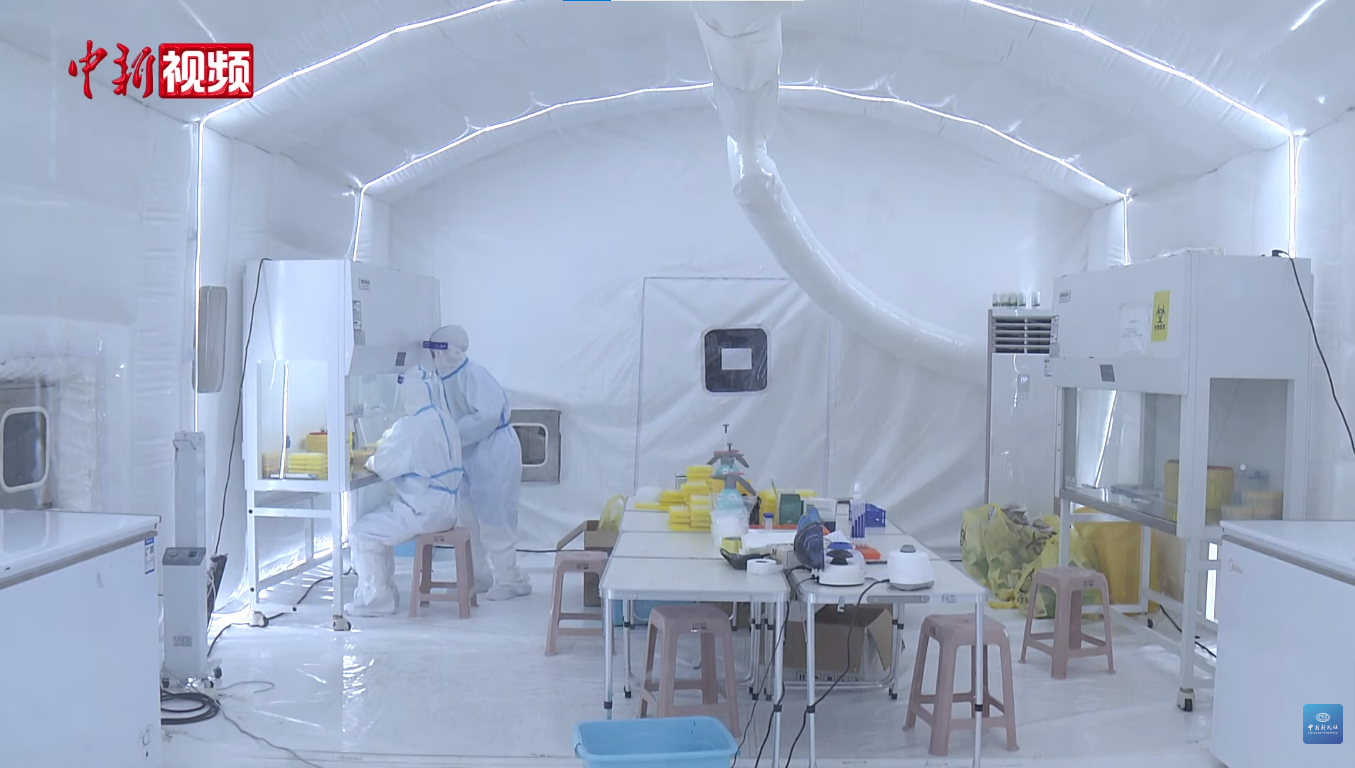
在崇明区投入使用的气膜实验室

4月3日，上海市卫健委决定在全市进行一次抗原检测，4日在全市进行核酸检测（原则上以小区为单位 参照每2000-3000人设置一个核酸采样点），针对楼内有阳性（包括抗原、核酸）者，楼内其他人群实行单人单管检测，其他非重点区域实行混检核酸检测，以此提升检测效率。徐汇区4月3日的抗原检测如果结果为阴性，可以在4月4日下楼进行核酸检测。如果结果是阳性，则需要留在家中等待医务人员上门取样。
4月4日晚，上海市新冠肺炎疫情防控工作领导小组办公室发布消息，上海新一轮核酸采样工作已顺利完成，随后还将有序开展检测、复核、人员转运和相关分析研判工作。待上述工作全部完成后，将根据国家有关规定，结合筛查结果，明确后续管控措施，在此之前全市将继续实施封控管理。
截至4月5日8时，上海共采样2566.5万人、242.7万管，已完成检测192.5万管，其余样本还在检测之中。上海市单日最大核酸检测能力达到400万管。全市共设置约2万个采样点，组织约5万名采样人员。4月6日新闻发布会上通报，根据4月4日核酸筛查情况，经专家综合研判，上海市新冠肺炎疫情防控工作领导小组研究决定，4月6日起在上海全市范围内再开展一次核酸或抗原检测（主要采用10合1采样检测）。另外從當天起，上海外卖骑手等工作人员每天开展一次核酸检测和一次抗原检测，结果阴性才能上岗。
4月7日凌晨，7500名江苏援沪医疗队采样队员从各地启程再赴上海（队员来自江苏10个省辖市和10家省管医院），支援核酸采样工作，执行任务后预计将于当天返回（同样是这批队员，参与了上海市首轮大规模核酸采样任务。于4月4日夜至4月5日晨返回各地），当日完成浦东新区35个街道（镇）2489个采样点位236.81万人采样任务。
4月9日江苏援沪应急采样队第三次赴上海支援当地核酸采样，江苏援沪应急采样队在南京的队伍赶赴上海支援当地核酸采样。其他采样队也从各市出发赶赴上海，任务是当日上午8时，国务院联防联控机制方面第三次通知江苏应急支援上海开展核酸采样工作，要求中午抵达。4月4日、4月7日、4月9日，江苏援沪应急采样队三次赴上海支援当地核酸采样。每次任务路上单程时间为3至6小时，在沪采样时间6至12小时。
3月27日以来，江苏已派出1.4万余名医务工作者组成采样队、检测队、方舱队支援上海，其中采样队员累计采样近750万人次。4月3日至4日，华东空管局就保障上海虹桥、浦东两大机场接收来自7个省市和部队援沪医疗队包机航班26架次。河南医疗支援队以每10分钟1架次密集编队从郑州飞抵上海虹桥机场。4月7日起，上海全市范围继续开展核酸检测或抗原检测，同时为优化核酸检测流程，“随申办”上线“核酸码”功能，作为市民参加核酸检测时的身份凭证。4月8日起先期安排在浦东新区使用，4月9日起在全市范围推广使用。
4月9日，上海市在全市范围内以居住小区（自然村、单位、场所）为单位，开展一次抗原检测。同时4月9日起，“健康云”平台上的二维码不能继续使用，要使用“核酸码”，且全市现场核酸采样登记方式统一调整为通过“随申办”平台中的“核酸码”进行。在核酸检测现场，负责扫码登记的工作人员将不再使用核酸检测专用PDA进行登记，而是使用手机，下载专用APP，进行现场扫码。“核酸码”支持离线使用，建议市民提前截屏保存“核酸码”，一次申请，重复使用，有效期为30日。为方便老人、孩子等特殊人群使用“核酸码”，还提供亲属代领功能（“随申码”页面）。由于当时核酸码系统为上线第一天，系统流量较大实施限流，造成访问拥堵，系统的访问量峰值时一度达到每分钟200万次，最多时每秒有10万次访问，超过系统设计上限，导致4月9日12时许系统出现不稳定，响应慢，部分用户使用受影响，上海市大数据中心建议使用“核酸码”进行现场采样登记时，随身携带实体身份证，如遇特殊情况，可使用身份证或身份证号进行采样登记。
直至4月9日晚“核酸码”基本恢复正常服务，上海市大数据中心副主任朱俊伟表示由于开发时间较短，没有经过大范围的实践检验，在使用首日出现了系统不稳定的情况，给广大市民造成不便，对此深表歉意。另據4月9日上海市举行新冠肺炎疫情防控新闻发布会，當局表示上海拟再开展一次全员核酸检测。截至4月11日上午8时，共采样2512万人，已完成检测2152万人，其中结果异常25996人，目前还有一部分混管阳性人员的复检工作正在进行中。
4月26日，上海将对所有的封控、管控和防范区域内人员进行全员的核酸筛查。未參加核酸筛查的应检未检人员随申码会变成黄码。
5月6日，金山区在全区范围内开展一次全员核酸筛查，期间实行“全域静态管理”，所有村居实行“足不出户”，所有线下开业的商超、沿街店铺暂时关闭。
5月8日、9日，金山區、奉贤区开展两次全员核酸筛查，期间兩區全区实行“全域静态管理”，商超暂停线下营业。
5月11日、13日、15日，松江开展全区全员核酸筛查，防范区实行加强管理。
5月13日、15日和17日，金山区全区开展全员核酸筛查，期间实行“全域静态管理”，所有村居实行“足不出户”，所有线下开业的商超、沿街店铺暂时关闭。
5月12日，有傳言上級抽查發現楊浦區有400個陽性個案，隨即有人懷疑楊浦在瞞報疫情。
5月13日、14日、15日，杨浦区连续三天在全区范围内开展全员核酸筛查，期间全区将实行“全域静态管理”，所有居民实行“足不出户”。由于5月13日崇明区在相关风险人群筛查中发现一例无症状感染者，
5月14日开始崇明区对长兴镇进行全员筛查，筛查人数8.39万人，结果均为阴性。
5月16日-21日期间，奉贤区将于17日、19日、21日开展全员核酸检测，不漏一户、不落一人；16日、18日、20日开展封控区、管控区及重点人群核酸检测，其余人员按愿检尽检原则就近就便至“满天星”核酸采样点自愿检测。奉贤区部分公交、公园（含A级景区）、公共商超、公共街区在严格落实疫情防控措施的前提下，将实行限时、限流运行。5月20日至5月22日虹口区全域范围内对所有人员连续开展三轮核酸筛查。在全员核酸筛查期间，商超、沿街店铺将停止营业，所有人员足不出户，已发放的“出门证”暂停使用。5月21日至22日，杨浦区继续“核酸+抗原”，对“应检未检”人员将赋黄码。
5月22日至24日，静安区在全域范围内对所有人员连续开展三轮核酸筛查，对“应检未检”人员的健康码将赋黄码。
5月24日至5月31日，虹口区在全域范围内开展4—5轮全员核酸筛查，对“应检未检”人员健康码将赋黄码。5月25日至5月27日，黄浦区将对所有的封控、管控和防范区域内人员连续开展三轮核酸筛查。不参加核酸检测，影响小区解封或“无疫小区”创建。5月26日、28日、30日静安区各进行1次全员核酸筛查，5月27日、29日、31日静安区对重点区域进行核酸筛查。5月27日，浦东新区在全域范围内开展1次全员核酸筛查。5月27日至5月28日，闵行区以街镇（工业区）为单位增加开展一轮全员核酸检测，5月27日参加核酸检测的居民小区，其中防范区居民可在5月28日、5月29日内组织有序外出并在本街镇范围内活动；5月28日参加核酸检测的居民小区，其中防范区居民可在5月27日、5月29日内组织有序外出并在本街镇范围内活动。5月27日至5月30日，杨浦区5月27日、29日，各进行一次部分区域核酸筛查；5月28日、30日，各进行一次全域全员核酸筛查。对“应检未检”人员的健康码将赋黄码。
5月28日，上海有关部门表示，出院、出舱人员可以在“随申办”移动端申领查看电子版《解除隔离医学证明》。居家健康监测后3个月内，不纳入社区筛查，如需核酸检测，凭纸质版或电子版《解除医学隔离证明》代替原有核酸码，自行前往常态化核酸检测点进行检测，务必采用单人单管检测。
“上海金山”微信公众号6月9日消息，上海市金山区发布《告居民书》，现决定于本月内每周六，即6月11日、18日、25日，各开展一次全员核酸筛查。本月的每周一，即6月13日、20日、27日，还将组织对全区企业、事业单位的全员便民筛查。其他时间有核酸检测需求的居民朋友，可就近到常态化核酸采样点进行采样。
6月12日，崇明区在全区范围内开展全员核酸筛查。
6月18日（周六）上午，闵行区将继续例行开展全区全员常规核酸筛查，采样时间段实行封闭管理，采样结束后即解除封闭。6月15日，松江区将于17:00-23:00进行一轮全员核酸筛查。上海市卫生健康委副主任赵丹丹在上海市疫情防控工作新闻发布会上表示，根据上海疫情防控需要，也为了方便市民就近核酸检测，即日起到7月底，各区每周周末都会安排一次社区筛查。在过去一周内区内有社会面阳性感染者报告的区，要安排全域筛查。6月18日全员核酸，松江区，金山区（6月18日4时28分，隆安东路一石化公司乙二醇装置发生火情，小区业主群中接到了原定于今天7时的核酸检测暂时取消的消息），浦东新区，普陀区，长宁区，青浦区，嘉定区，虹口区，杨浦区，闵行区。
6月19日全员核酸，松江区，静安区，徐汇区，宝山区，黄浦区。当天参加普通高中学业水平等级性考试的考生、送考家长、监考老师，可凭准考证、学生证或工作证等有效证件出入小区，不受封闭管理限制。
6月25日全员核酸，松江区，金山区，浦东新区，普陀区，长宁区，青浦区，嘉定区，虹口区，杨浦区，闵行区。6月26日全员核酸，松江区，静安区，徐汇区，宝山区，黄浦区。
为快速提升上海核酸检测能力，上海市各区兴建并投用了多个气膜实验室。